# Försterei Jakobsee
Die Försterei Jakobsee, im 19. Jahrhundert Försterei Chacobsee oder Försterei Schakopsee genannt, war ein Wohnplatz im Ortsteil Dammendorf der Gemeinde Grunow-Dammendorf im Landkreis Oder-Spree (Brandenburg). Er wurde vor 1840 aufgebaut und nach dem nah gelegenen Großen Jakobsee benannt. Der Wohnplatz wurde nach dem Zweiten Weltkrieg abgerissen.

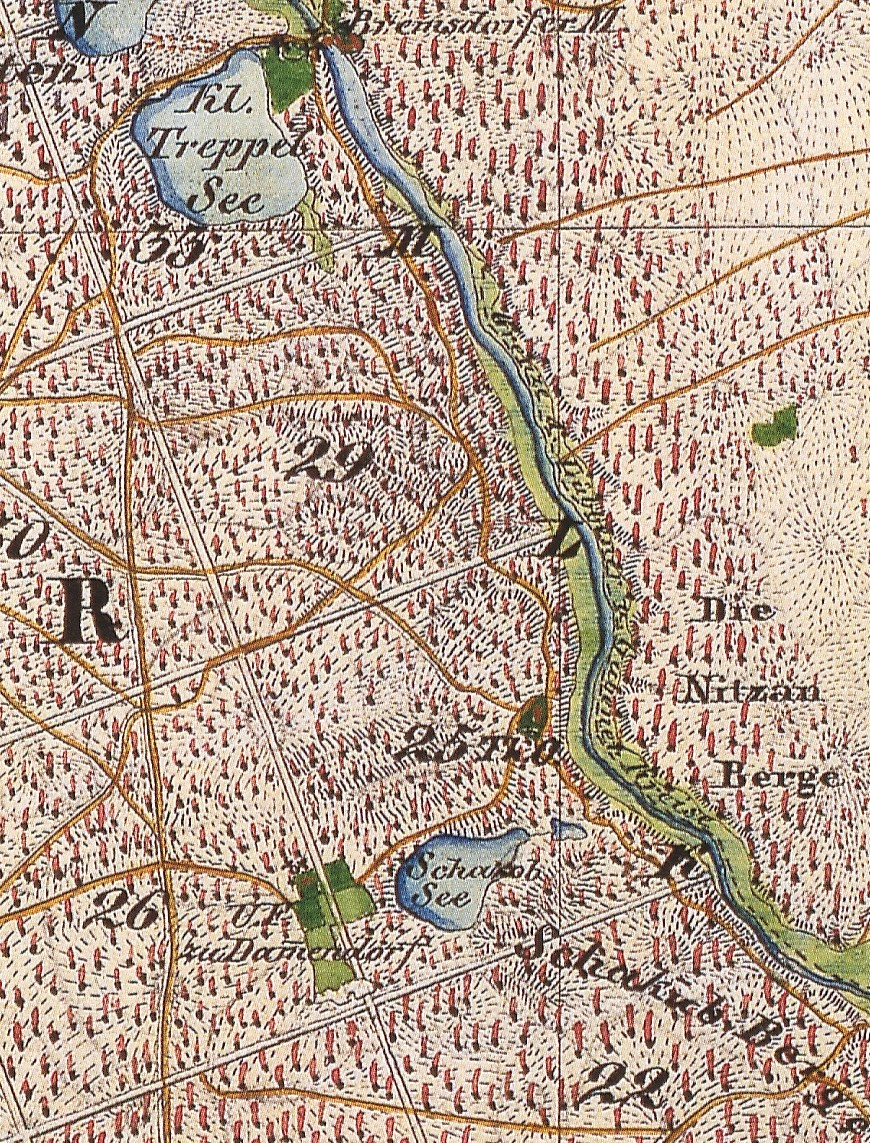
Forsthaus Jakobsee (U.F. zu Dammendorf), Dammendorfer Teerofen (Th.O.) und Bremsdorfer Mühle, Ausschnitt aus dem Urmesstischblatt 3852 Grunow von 1844

## Lage
Der ehemalige Wohnplatz lag 3,7 km Luftlinie südöstlich vom Ortskern von Dammendorf entfernt, knapp 200 Meter vom Westende des Großen Jakobsee. 1,9 km nordöstlich liegt der Wohnplatz Bremsdorfer Mühle. Der Wohnplatz Försterei Jakobsee lag auf etwa 95 m ü. NHN. Er ist über eine kleine Verbindungsstraße zwischen B 245 und L 43 erreichbar. In der Nähe des Großen Jakobsees zweigt eine kleine Straße nach Osten ab, die auf der Karte den Straßennamen Försterei Jakobsee hat. Der kleine Weg endet blind.

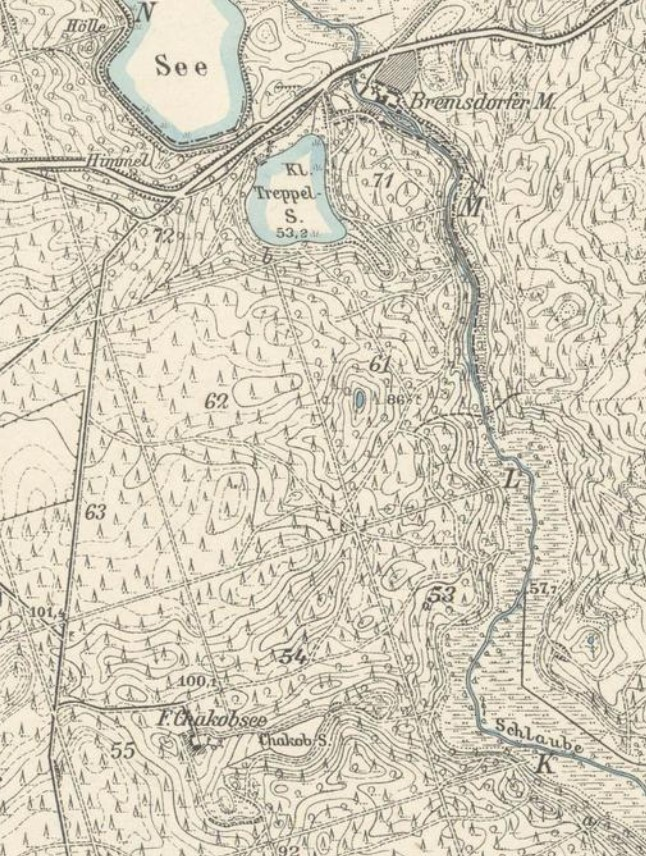
Forsthaus Jakobsee (hier F. Chakobsee) und Bremsdorfer Mühle auf dem Messtischblatt 3852 Grunow von 1896

## Geschichte
Die Försterei Jakobsee ist im Urmesstischblatt 3852 Grunow als Unterförsterei zu Dammendorf verzeichnet. Knapp 900 Meter nordöstlich, nicht weit von der Schlaube entfernt, lag der Dammendorfer Teerofen (Th.O.). Der Dammendorfer Teerofen ist bereits 1665 als alte Teerhütte bezeichnet. Ein weiterer Teerofen, heute auf Dammendorfer Gemarkung, bestand bei der Forsthaus Wirchensee (Groß Muckrower Teerofen). Wann der Betrieb eingestellt wurde, ließ sich nicht feststellen.
Der Schutzbezirk Jakobsee (alt Chakobsee) war der Oberförsterei Dammendorf in Dammendorf unterstellt. Die Oberförsterei Dammendorf bildete mit ihren Forstschutzbezirken Dammendorf, Chacobsee, Theerofen und Planheide einen eigenen Gutsbezirk, der dem Amtsbezirk 15 des Kreises Lübben zugeordnet war. Amtsvorsteher dieses Bezirks war 1874 der Königliche Oberförster Beermann in der Oberförsterei Dammendorf. Die Oberförsterei Dammendorf war bis zum Ersten Weltkrieg der Forstinspektion Lübben untergeordnet, ab 1919 der Preußischen Oberförsterei Lübben.
Die Bauzeit der Försterei Jakobsee ist nicht bekannt. Die Topographisch-statistischen Uebersichten des Regierungs-Bezirks Frankfurt a. d. O. von 1820 und 1844 verzeichnen die Försterei Jakobsee nicht. Das muss aber nicht bedeuten, dass sie zu dieser Zeit noch nicht existierte. Ein erster Nachweis für die Existenz des Wohnplatzes ist das Amtsblatt der Königlich Preußischen Regierung zu Frankfurt a.d. Oder von 1840. 1848 hatte das Forsthaus Am Schakob-See in zwei Wohnhäusern acht Einwohner Vermutlich ist hier der Teerofen mit inbegriffen. 1856 hatte der Wohnplatz zehn Einwohner. 1864 bestand der Wohnplatz aus einem Wohnhaus, in dem sieben Personen lebten. 1882 hatte der Wohnplatz Schakopsee acht Bewohner.
Die Topographische Karte 1:25.000 Bl. 3852 Grunow von 1896 weist ein Gehöft mit drei Gebäuden auf, das Wohnhaus und zwei Wirtschaftsgebäude. Der Wohnplatz ist auf dieser Karte noch Chakobsee geschrieben. Die Ausgabe der Topographischen Karte von 1936 gibt den Namen nun als Försterei Jakobsee wieder.
Bisher ließ sich nicht ermitteln, wann das Gehöft abgerissen wurde, sicherlich erst nach dem Zweiten Weltkrieg. Der Wohnplatz hatte zu DDR-Zeiten noch eine eigene Postleitzahl, O-1221.

## Liste der Förster in der Försterei Jakobsee
- (1834) bis 1840 (pensioniert) Förster Hilliges[9][4]
- 1840 bis 1854/55 Förster Carl Ludwig Densow, Chacobsee[4][10][11]
- (1860) bis 1881 (pensioniert) Förster Hoffmann[12][13][14]
- bis 1911 (wurde versetzt) Blaue, Förster,[15] die Försterstelle war zum 1. Oktober 1911 neu zu besetzen
- (1920) bis 31. März 1933 (trat in den Ruhestand) Krüger, Förster[16][17]
- 1. April 1933 (war neu zu besetzen) bis (1942) Förster Otto Popplow[18][19]